# François-Marie Raoult
François Marie Raoult (ur. 10 maja 1830 w Fournes-en-Weppes, Departament Północny, zm. 1 kwietnia 1901 w Grenoble) – francuski fizyk i chemik.

## Życiorys
Prawo Raoulta opisuje podwyższenie temperatury wrzenia cieczy w rozpuszczalniku.